# Orsodacne mesopotamicus
Orsodacne mesopotamicus (лат.) — вид жуков рода Orsodacne из семейства Orsodacnidae. Эндемик Ирака. Название происходит от имени Месопотамии, историко-географического региона, где найдена типовая серия

## Распространение
Ирак: Курдистан, Эрбиль, Soran District, S Rawandoz, Akoian valley, 36°30ˊ N, 44°36ˊ E, на высоте около 1400 м.

## Описание
Мелкие жуки, длина тела 4,4 мм. Тело чёрное, покрытое очень редкими полустоячими щетинками. Мандибулы, верхняя губа, наличник, переднеспинка, базальная половина надкрылий, антенномеры 1—4, максиллярные и губные щупики, вертлуги, базальная половина бёдер, голени и лапки буро-желтые. Антенномеры 5—11, тазики, вершинная часть бёдер, вершина голеней буроватые. Максиллярные щупики 4-члениковые. Ментум поперечный. Губные щупики 3-члениковые. Усики прикрепляются перед глазами, нитевидные и длинные, достигают плечевых частей. Антенномер 1 субовальный, его длина в 1,7 раза больше ширины. Антенномеры 2—10 длинноконические. Вид был впервые описан в 2022 году российским энтомологом Андреем Александровичем Легаловым (Институт систематики и экологии животных СО РАН, Новосибирск). Новый вид близок к O. cerasi и отличается более слабо суженной переднеспинкой перед основанием и строением эндофаллуса. От O. humeralis отличается редко пунктированными надкрыльями, покрытыми очень редкими полустоячими щетинками, и строением эндофаллуса.